# 杏山街道 (麻江县)
杏山街道，是中华人民共和国贵州省黔东南苗族侗族自治州麻江县下辖的一个街道办事处。
2016年1月14日，贵州省人民政府批复同意撤销杏山镇建制，新设置的杏山街道辖原杏山镇群英社区、凤凰社区、城江社区、新兴社区、城关村、杏山村、良田村、谷羊村、靛冲村、小堡村、青山村，街道办事处驻新兴社区。

## 行政区划
杏山街道下辖以下地区：
城江社区、群英社区、新兴社区、凤凰社区、杏山村、城关村、良田中心村、谷羊中心村、靛冲村、青山村和小堡村。